# Quỳnh Phụ (huyện)
Quỳnh Phụ là một huyện cũ thuộc tỉnh Thái Bình, Việt Nam.

## Địa lý
Huyện Quỳnh Phụ nằm ở phía bắc của tỉnh Thái Bình, nằm cách thành phố Thái Bình khoảng 27 km, cách trung tâm thủ đô Hà Nội khoảng 117 km, cách trung tâm thành phố Hải Phòng khoảng 60 km, có vị trí địa lý:
- Phía đông giáp huyện Thái Thụy và huyện Vĩnh Bảo, thành phố Hải Phòng
- Phía tây giáp huyện Hưng Hà
- Phía nam giáp huyện Đông Hưng
- Phía bắc giáp các huyện Thanh Miện, Ninh Giang, tỉnh Hải Dương và huyện Phù Cừ, tỉnh Hưng Yên.

Con sông Luộc chảy men gần như toàn bộ ranh giới với tỉnh Hải Dương, Hưng Yên. Sông Hóa nằm trên ranh giới với huyện Vĩnh Bảo. Trên khắp địa bàn huyện có một mạng lưới các con sông nhỏ nhận nước từ sông Luộc và sông Hoá đổ vào Sông Diêm Hộ (trong đó có nhánh chính của sông Diêm Hộ). Cực nam của huyện là xã Đồng Tiến (giáp ranh với huyện Đông Hưng và huyện Thái Thụy), cực bắc của huyện là xã An Khê (giáp ranh với huyện Ninh Giang, tỉnh Hải Dương, xã An Mỹ giáp ranh với huyện Vĩnh Bảo của thành phố Hải Phòng).
Theo thống kê năm 2009, dân số huyện Quỳnh Phụ là 245.188 người, mật độ dân số đạt 1.170 người/km²

## Lịch sử
Huyện được thành lập năm 1969 trên cơ sở sáp nhập 2 huyện Quỳnh Côi và Phụ Dực.
Trước khi sáp nhập:
- Huyện Quỳnh Côi có thị trấn Quỳnh Côi và 22 xã: Quỳnh Bảo, Quỳnh Châu, Quỳnh Giao, Quỳnh Hà, Quỳnh Hải, Quỳnh Hội, Quỳnh Hoa, Quỳnh Hưng, Quỳnh Khê, Quỳnh Lâm, Quỳnh Lương, Quỳnh Lưu, Quỳnh Minh, Quỳnh Mỹ, Quỳnh Ngọc, Quỳnh Nguyên, Quỳnh Sơn, Quỳnh Thái, Quỳnh Thọ, Quỳnh Trang, Quỳnh Vân, Quỳnh Xá.
- Huyện Phụ Dực có 18 xã: An Ấp, An Bài, An Cầu, An Đồng, An Dục, An Hiệp, An Khê, An Lễ, An Mỹ, An Ninh, An Quý, An Thái, An Thanh, An Tràng, An Vinh, An Vũ, Đông Hải, Đồng Tiến.

Sau khi hợp nhất 2 huyện trên, huyện Quỳnh Phụ có thị trấn Quỳnh Côi và 40 xã: An Ấp, An Bài, An Cầu, An Đồng, An Dục, An Hiệp, An Khê, An Lễ, An Mỹ, An Ninh, An Quý, An Thái, An Thanh, An Tràng, An Vinh, An Vũ, Đông Hải, Đồng Tiến, Quỳnh Bảo, Quỳnh Châu, Quỳnh Giao, Quỳnh Hà, Quỳnh Hải, Quỳnh Hội, Quỳnh Hoa, Quỳnh Hưng, Quỳnh Khê, Quỳnh Lâm, Quỳnh Lương, Quỳnh Lưu, Quỳnh Minh, Quỳnh Mỹ, Quỳnh Ngọc, Quỳnh Nguyên, Quỳnh Sơn, Quỳnh Thái, Quỳnh Thọ, Quỳnh Trang, Quỳnh Vân, Quỳnh Xá.
Ngày 18 tháng 12 năm 1976:
- Hợp nhất 2 xã Quỳnh Lưu và Quỳnh Thái thành xã Quỳnh Hoàng.
- Hợp nhất 2 xã Quỳnh Lương và Quỳnh Vân thành xã Quỳnh Hồng.
- Giải thể xã Quỳnh Hà.

Ngày 26 tháng 12 năm 1990, mở rộng thị trấn Quỳnh Côi trên cơ sở sáp nhập 2,2891 ha diện tích tự nhiên và 199 nhân khẩu của xã Quỳnh Hồng; 0,5138 ha diện tích tự nhiên và 45 nhân khẩu của xã Quỳnh Mỹ.
Ngày 16 tháng 5 năm 2005, giải thể xã An Bài để thành lập thị trấn An Bài.
Ngày 11 tháng 2 năm 2020, Ủy ban Thường vụ Quốc hội ban hành Nghị quyết số 892/NQ-UBTVQH14 về việc sắp xếp các đơn vị hành chính cấp xã thuộc tỉnh Thái Bình giai đoạn 2019–2021 (nghị quyết có hiệu lực từ ngày 1 tháng 3 năm 2020). Theo đó, sáp nhập 2 xã Quỳnh Châu và Quỳnh Sơn thành xã Châu Sơn.
Ngày 28 tháng 9 năm 2024, Ủy ban Thường vụ Quốc hội ban hành Nghị quyết số 1201/NQ-UBTVQH15 về việc sắp xếp đơn vị hành chính cấp xã của tỉnh Thái Bình giai đoạn 2023 – 2025 (nghị quyết có hiệu lực từ ngày 1 tháng 11 năm 2024). Theo đó, thành lập xã Trang Bảo Xá trên cơ sở 3 xã: Quỳnh Trang, Quỳnh Bảo, Quỳnh Xá.
Huyện Quỳnh Phụ có 2 thị trấn và 33 xã như hiện nay.

## Hành chính
Huyện Quỳnh Phụ có 35 đơn vị hành chính cấp xã trực thuộc, bao gồm 2 thị trấn: Quỳnh Côi (huyện lỵ), An Bài và 33 xã: An Ấp, An Cầu, An Đồng, An Dục, An Hiệp, An Khê, An Lễ, An Mỹ, An Ninh, An Quý, An Thái, An Thanh, An Tràng, An Vinh, An Vũ, Châu Sơn, Đông Hải, Đồng Tiến, Quỳnh Giao, Quỳnh Hải, Quỳnh Hoa, Quỳnh Hoàng, Quỳnh Hội, Quỳnh Hồng, Quỳnh Hưng, Quỳnh Khê, Quỳnh Lâm, Quỳnh Minh, Quỳnh Mỹ, Quỳnh Ngọc, Quỳnh Nguyên, Quỳnh Thọ, Trang Bảo Xá.

## Giao thông
- Đường bộ có quốc lộ 10 chạy qua phần phía đông huyện, theo hướng Đông Bắc - Tây Nam, từ Hải Phòng sang huyện Đông Hưng và thành phố Thái Bình.
- Đường thủy: sông Luộc, sông Hóa, sông Diêm Hộ.

## Du lịch - Lễ hội
Quỳnh Phụ được coi là mảnh đất "tiến vua" nên nơi đây hội tụ khá nhiều Di tích Lịch sử Văn hóa có giá trị truyền thống lâu đời.Có thể nói đến:
- Đền Mẫu Đợi làng Dụ Đại xã Đông Hải
- Đền Đồng Bằng xã An Lễ
- Đền Ngọc Quế, xã Quỳnh Hoa,huyện Quỳnh Phụ, tỉnh Thái Bình (hay gọi là đền Quế) là một ngôi đền cổ thờ danh y Đỗ Quang Huyến
- Đền Lộng Khê ở làng Lộng Khê, xã An Khê, thuộc "tứ cố cảnh" ở huyện Phụ Dực xưa. Đây là di tích lịch sử cấp quốc gia, thờ Quốc sư Dương Không Lộ và Hưng đạo Đại vương Trần Quốc Tuấn. Làng Lộng Khê còn lưu giữ lễ hội cổ truyền cùng tục đốt cây Đình Liệu.
- Quần thể di tích lịch sử cấp Quốc gia Đình - Đền - Chùa La Vân ở thôn La Vân xã Quỳnh Hồng thờ quốc sư triều Lý - đức thánh Nguyễn Minh Không. Thờ thành hoàng làng là hoàng tử Lý Nhật Quang. Lễ hội di tích quốc gia La Vân được tổ chức vào ngày 20/03 đến 26/03 hàng năm thu hút rất đông khách thập phương về dâng hương và dự lễ hội. Đặc biệt buổi tối 25/03 âm lịch diễn ra tích KỂ KỆ (Kể về sự tích của đức thánh).

## Làng nghề
Huyện có nhiều làng nghề nhưng đại đa phần là làng có nghề dệt chiếu nằm rải rác ở các xã nhất là các xã phía Đông nhưng nay lao động tham gia còn rất ít và dần mai một. Với một huyện nông nghiệp thuần túy giá trị tạo ra từ làng nghề ở huyện vẫn còn rất thấp. Nhóm nghề kinh doanh dịch vụ trên số hộ thuộc nhóm những huyện đạt thấp nhất ở vùng đồng bằng sông Hồng cùng các huyện Tiên Lãng, Vĩnh Bảo, Ân Thi, Ninh Giang, Thanh Hà, Bình Lục, Lý Nhân và một số huyện của Nam Định và Ninh Bình, tất cả các huyện khác của tỉnh Thái Bình. Các làng nghề truyền thống, làng nghề, làng có nghề, nghề truyền thống, nghề phụ tại các địa phương trong huyện:
- Làng nghề làm nón Nguyên Xá (An Hiệp)
- Nghề đúc đồng An Lộng (Quỳnh Hoàng)
- Nuôi cá lồng trên sông ở Quỳnh Ngọc
- Làng nghề làm nón Nguyên Xá (An Đồng)
- Làng nghề mì, xay xát Tô Hồ (An Mỹ)
- Làng nghề vật liệu xây dựng Cầu Nghìn (An Bài)
- Làng nghề dệt chiếu ở xã An Tràng
- Nghề mộc và có nghề vận tải thủy An Đồng
- Làng nghề dệt chiếu ở xã An Dục
- Làng nghề bánh đa ở Dụ Đại (Đông Hải)
- Chế biến lương thực, xay xát Tô Đê (An Mỹ)
- Làng nghề vàng mã, dệt chiếu Cổ Tiết (An Vinh)
- Nghề trồng sinh vật cảnh Bình Ngọc (Quỳnh Hồng)
- Các làng nghề chiếu cói rải rác ở các thôn phía đông huyện, nghề mây tre đan...